# آدم دي لافونتين هاله
آدم دي لافونتين هاله (بالفرنسية: Adam de la Halle )‏ (و. – 1288 م) هو ملحن، وكاتب، وشاعر، وتروفير ‏، من فرنسا، ولد في أراس، توفي في نابولي.

## روابط خارجية
- آدم دي لافونتين هاله على موقع الموسوعة البريطانية (الإنجليزية)
- آدم دي لافونتين هاله على موقع ميوزك برينز (الإنجليزية)
- آدم دي لافونتين هاله على موقع ديسكوغز (الإنجليزية)